# ونسا
ونسا (به ایتالیایی: Venosa) یک کومونه در ایتالیا است و که در استان پوتنزا واقع شده‌است.

## خصوصیات
ونسا ۱۶۹ کیلومترمربع مساحت و ۱۲٬۱۸۸ نفر جمعیت دارد و ۴۱۵ متر بالاتر از سطح دریا واقع شده‌است.

## خواهرخوانده
شهرهای تورتولی، برنالدا و چترارو خواهرخوانده‌های ونسا هستند.